# 東京六大学理工系野球連盟
東京六大学理工系硬式野球連盟（とうきょうろくだいがくりこうけいこうしきやきゅうれんめい、S&E Tokyo Big 6）とは、東京を所在地とした特定の6校の大学の理工系学生による硬式野球部で構成された大学野球リーグである。
リーグ戦と、スポンサーであるZETT社の名を冠したトーナメントカップで公式大会を運営。

## 加盟大学
東京六大学野球連盟に所属する大学と同一である。以下五十音順。
- 慶應義塾大学（慶應義塾大学理工学部體育会硬式野球部）
- 東京大学（東京大学丁友会硬式野球部）
- 法政大学（法政大学工体連硬式野球部）
- 明治大学（明治大学体同連生田硬式野球部）
- 立教大学（立教大学理工硬式野球部）※大学公認サークル
- 早稲田大学（早稲田大学理工硬式野球部）※大学公認サークル

## 沿革
- 1964年（昭和39年） - 連盟発足。
- 1967年（昭和42年） - 連盟規約を制定。春秋2季制のリーグ戦を開始した。
- 1969年（昭和44年） - 西山栄枝明治大学助教授の白井十四雄日刊工業新聞社社長宛の依頼状により、日刊工業新聞社が連盟と共同主催で運営することになる。
- 1970年（昭和45年） - 埼玉県大宮球場で春秋リーグ戦開幕式を行い、本格的に日刊工業新聞社が支援を始める。

## 特徴
連盟が日本学生野球協会に加盟していないことから、日本学生野球憲章の適用を受けていない。
2019年現在では株式会社トップトラベルサービスとZETT株式会社がスポンサーとなっている。
2018年リーグ戦途中よりPlayer!での速報が始まり、2019年からはリーグ戦全試合がテキスト速報される予定である。
理工系学部学生が中心だが、認められれば他学部学生も入部可能。
硬式球と木製バットを使用しており、軟式野球サークル等に比べ大学から野球を始める人の割合は低く野球のレベルは比較的高いと言える。
六大学野球連盟の試合と異なり、観戦に料金はかからない。

## 1年の流れ
3月
六大学合同春合宿（宮崎にて実施）
リーグ戦開幕
4月
六大学合同花見（近年は実施していない）
六大学合同新歓試合
6月
東京ドームにてZETT杯特別試合実施
理工六大学日本代表VS理工六大学選抜 壮行試合
フレッシュオールスター（1,2年のオールスター試合）
8月
夏合宿（各大学で行う）
9月
六大学合同学年別対抗戦（近年は実施していない）
10月
リーグ戦閉幕
ZETT杯トーナメント開幕
11月
ZETT杯トーナメント閉幕
1月
連盟納会（六大学合同）

## 運営方法

### 構成
固定した6校

### 登録選手
ベンチ入り人数、記録員の人数に制限はない。

### 対戦方法など
リーグ戦を行なう。年間通してのリーグ戦での勝ち点数・勝率を競い、優勝・順位を決める。
以前は春・夏2期制を採用しており、春・夏それぞれ2試合ずつの計60試合制だったが、2017年・2018年は1期制かつ勝ち点制で、30試合〜45試合制だった。
DH制を採用している。

### 順位決定方法
勝ち点制または勝率制を年度ごとに理事会の決定に基づき選択する。2017年・2018年は勝ち点制でリーグを執り行った。

#### 勝率制
勝率が同じ場合は、優劣の決定が必要な場合に限り決定戦（プレイオフ）を行なう。
決定戦の成績は選手個人の成績を含めリーグ戦の成績に加算しない。

## 使用球場
東京ドーム・東京大学野球場・東大駒場グラウンド・東京大学検見川総合運動場・江戸川区球場・保土ヶ谷球場・多摩一本杉球場・瀬谷本郷公園野球場・上柚木球場・駒沢公園野球場・昭島市立昭和公園野球場など